# ASC Yakaar
El Association Sportive et Culturelle Yakaar es un equipo de fútbol de Senegal que juega en la Liga senegalesa de fútbol 2, la segunda liga de fútbol más importante del país.

## Historia
Fue fundado en la ciudad de Rufisque y nunca ha sido campeón tanto del Torneo de Liga como de la Copa de Senegal, siendo lo más cercano a un título un 3.º lugar en la Temporada 2007-08.
A nivel internacional ha participado en 1 torneo continental, en la Copa Confederación de la CAF 2009, donde fue eliminado en la Primera Ronda por el JSM Béjaïa de Argelia.

## Participación en competiciones de la CAF
| Temporada | Torneo                       | Ronda      | Club                   | Casa | Visita | Global |
| --------- | ---------------------------- | ---------- | ---------------------- | ---- | ------ | ------ |
| 2009      | Copa Confederación de la CAF | Preliminar | Sport Bissau e Benfica | 1-0  | 2-1    | 3-1    |
| 2009      | Copa Confederación de la CAF | 1          | JSM Béjaïa             | 1-1  | 1-4    | 2-5    |

## Jugadores

### Jugadores destacados
- Amado Diallo
- Makhete Diop